# Cinetorhynchus striatus
Cinetorhynchus striatus is een garnalensoort uit de familie van de Rhynchocinetidae. De wetenschappelijke naam van de soort is voor het eerst geldig gepubliceerd in 1992 door Nomura & Hayashi.